# Micropholis williamii
Micropholis williamii är en tvåhjärtbladig växtart som beskrevs av André Aubréville och François Pellegrin. Micropholis williamii ingår i släktet Micropholis och familjen Sapotaceae. Inga underarter finns listade i Catalogue of Life.